# 高鰭突吻鱈
高鰭突吻鱈，為輻鰭魚綱鱈形目鼠尾鱈科的其中一種，分布於西北太平洋日本東京灣海域，深度1035-1116公尺，體長可達47公分，屬深海底棲性魚類，棲息在底層水域，生活習性不明。

## 扩展阅读
維基物種上的相關：高鰭突吻鱈